# Poggiardo
Poggiardo (Pusciardu in dialetto salentino) è un comune italiano di 5 752 abitanti della provincia di Lecce in Puglia.
Situato nel Salento sud-orientale, comprende la frazione di Vaste, l'antica Bastae, centro messapico distrutto dal Guglielmo il Malo nel 1147.

## Geografia fisica

### Territorio
Il territorio del comune di Poggiardo, che comprende una superficie di 19,80 km² nella parte sud-orientale della penisola salentina, presenta una morfologia prevalentemente pianeggiante appena ondulata dai modesti rilievi della Serra di Poggiardo che raggiunge i 127 m s.l.m. Caratteristica della Serra sono gli aspetti paesaggistici e naturali di notevole interesse come l'area faunistica venatoria della Falca, le leccete della zona Reali, la pineta dei Mari Rossi, la macchia mediterranea ospitante varie specie di orchidee selvatiche, le immense distese di uliveti secolari, le cave di Bauxite e le grotte carsiche ricche di stalagmiti e stalattiti.
Confina a nord con i comuni di Sanarica e Giuggianello, a est con i comuni di Minervino di Lecce e Santa Cesarea Terme, a sud con i comuni di Ortelle, Spongano e Surano, a ovest con i comuni di Nociglia e San Cassiano.
- Classificazione sismica: zona 4 (sismicità molto bassa), Ordinanza PCM n. 3274 del 20/03/2003

### Clima
Dal punto di vista meteorologico Poggiardo rientra nel territorio del basso Salento che presenta un clima prettamente mediterraneo, con inverni miti ed estati caldo umide. In base alle medie di riferimento, la temperatura media del mese più freddo, gennaio, si attesta attorno ai +17,1 °C, mentre quella del mese più caldo, agosto, si aggira sui +34 °C. Le precipitazioni medie annue, che si aggirano intorno ai 348 mm, presentano un minimo in primavera-estate ed un picco in autunno-inverno.
Facendo riferimento alla ventosità, i comuni del basso Salento risentono debolmente delle correnti occidentali grazie alla protezione determinata dalle serre salentine che creano un sistema a scudo. Al contrario le correnti autunnali e invernali da Sud-Est, favoriscono in parte l'incremento delle precipitazioni, in questo periodo, rispetto al resto della penisola.
- Classificazione climatica di Poggiardo:[6]
  - Zona climatica: C
  - Gradi giorno: 1229

## Origini del nome
Il toponimo potrebbe derivare dal nome di persona Boiardus da cui derivano anche altre accezioni dialettali, come busciardu (falco di mare). Un'altra ipotesi ritiene derivi da Podium Arduum, cioè Poggio Arduo, con un chiaro riferimento alla Serra di Poggiardo.

## Storia
Il territorio di Poggiardo è stato abitato sin dall'antichità; ha infatti ospitato l'importante insediamento messapico di Vaste fondato probabilmente nel VII secolo a.C. e distrutto da Guglielmo il Malo nel 1147.

Stemma dei Guarini di Poggiardo

Secondo la tradizione il nucleo abitativo di Poggiardo nacque grazie ai superstiti di tre casali (Soranello, Puzze e Casicalvi) che per decidere il luogo in cui fondare il nuovo villaggio si affidarono ad un bue: nel punto in cui si sarebbe fermato l'animale sarebbe sorto il nuovo centro. Tale circostanza sarebbe poi stata tramandata sullo stemma cittadino.
Secondo i documenti esistenti Poggiardo iniziò a svilupparsi a partire soprattutto dalla fine del Trecento. Nello scontro tra gli Angiò e Manfredi di Sicilia, Poggiardo si schiera con i primi e, dopo la vittoria degli Angiò, ottenne diversi benefici. Intorno alla fine del XIV secolo entra a far parte del principato di Taranto ed il centro viene dotato di una cinta muraria e di un castello. Divenne feudo della famiglia Guarini (allora conusciuta come Guarino) quando fu dato in ricompensa con titolo baronale ad Agostino Guarini dalla parte del principe di Taranto Giovanni Antonio Orsini del Balzo nel 1455. I Guarini intrapresero vari lavori di fortificazione, come il torrione del palazzo ducale ancora esistente. Durante il regno di Giovanna II d'Angiò, regina di Napoli, continuò lo sviluppo e la crescita del paese, che ricevette un ulteriore impulso dopo la distruzione di Castro, in seguito alla quale il vescovo Luca Antonio Resta trasferì a Poggiardo la residenza vescovile. Fino all'abolizione del feudalismo nel 1806, Poggiardo è rimasta il feudo principale della famiglia Guarini che ottenne nel 1698 il titolo ducale.

### Simboli
Lo stemma e il gonfalone della Città di Poggiardo sono stati concessi con decreto del presidente della Repubblica del 20 marzo 2006.
Stemma
(D.P.R. 20 marzo 2006)
Gonfalone
(D.P.R. 20 marzo 2006)

## Monumenti e luoghi d'interesse

### Architetture religiose

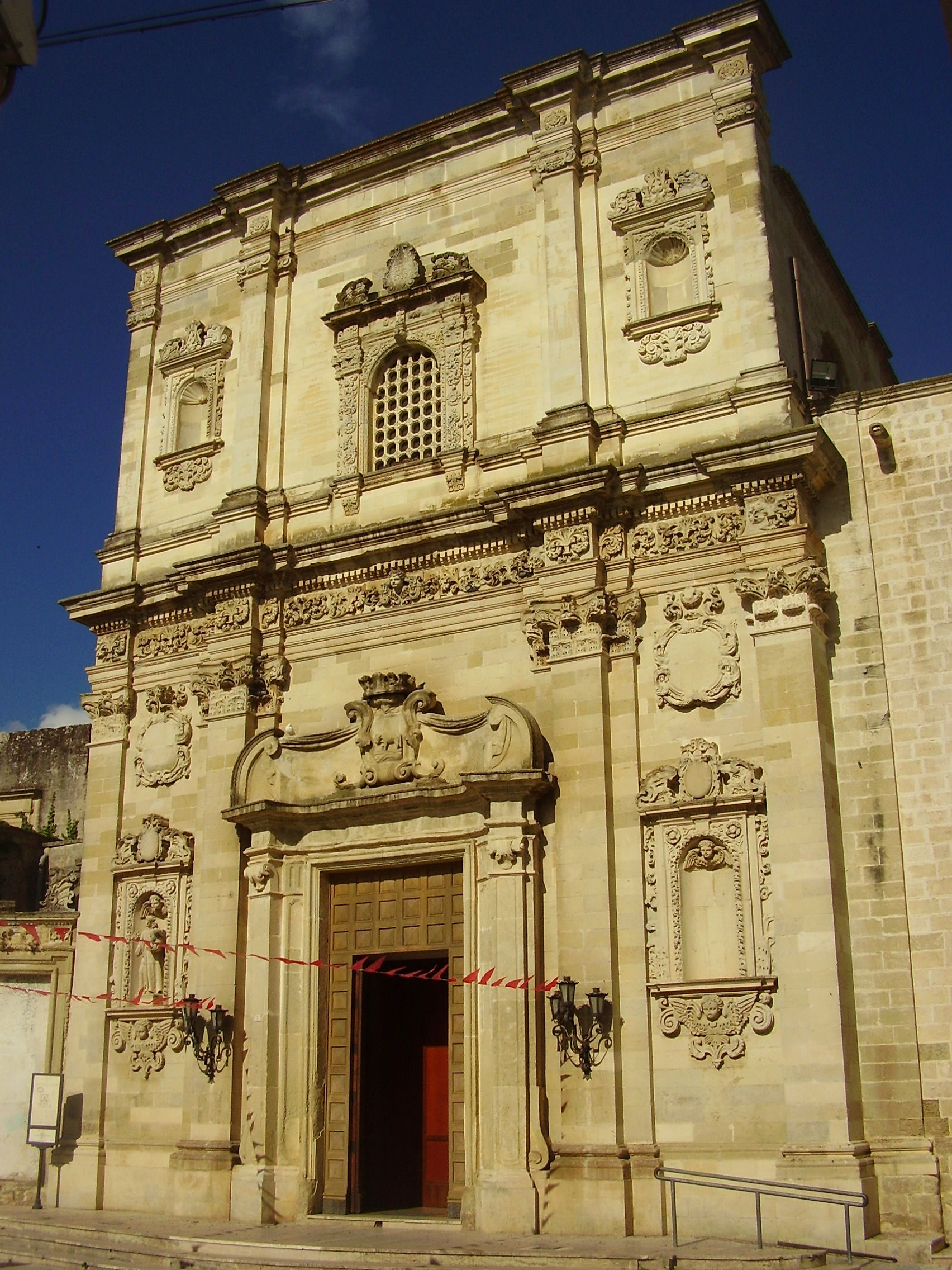
Chiesa matrice

- Chiesa matrice di San Salvatore, le notizie più antiche sulla chiesa Madre di Poggiardo risalgono al XIV secolo. La facciata, del XVIII secolo, è divisa in due ordini da una trabeazione sostenuta da paraste con capitello corinzio, che proseguono in asse nell'ordine superiore fino al coronamento orizzontale concluso da un'altra cornice. Le aperture, tre per specchiatura, sono perfettamente in asse e corrispondenti nei due ordini costitutivi. Sul portale è collocato lo stemma civico la cui simbologia - un bovino che pascola - richiama, presumibilmente, la fertilità del territorio e la nascita del paese. Sulla finestra del secondo ordine sono incise le date 1716 e 1737 che forse ricordano la durata dei lavori. Il campanile ha la forma di una tozza torre; l'ultimo ordine si apre con semplici monofore. Ha due campane, delle quali una è dedicata a Sant'Antonio da Padova e fu collocata nel 1921. Non si conosce il nome dell'architetto che ha realizzato il complesso ecclesiale. La pianta della chiesa è a croce latina, orientata secondo l'asse est-ovest. La navata è ritmata da tre profonde cappelle per lato coperte da cupolette ellittiche. Sulle testate del transetto si addossano i due altari dedicati a San Luigi Gonzaga e a Sant'Oronzo; lungo la navata vi sono quelli dedicati alle Anime del Purgatorio, a San Giuseppe da Copertino (compatrono del paese dal 29 luglio 1963). Nell'abside, sulla cantoria, si conserva la cassa dell'antico organo settecentesco e il fastoso baldacchino che sovrasta la mensa. Il soffitto è decorato da stucchi barocchi. Tra le opere d'arte più rilevanti è la statua di Sant'Antonio da Padova, in legno policromo di scuola napoletana, e quella della Madonna della Grotta della seconda metà del Settecento, oltre alla tela della Madonna del Rosario attribuita ad artista vicino a Corrado Giaquinto. In questa chiesa si tenne l'ordinazione sacerdotale di San Giuseppe da Copertino, protettore degli studenti, celebrata la domenica in Albis del 28 marzo 1628.

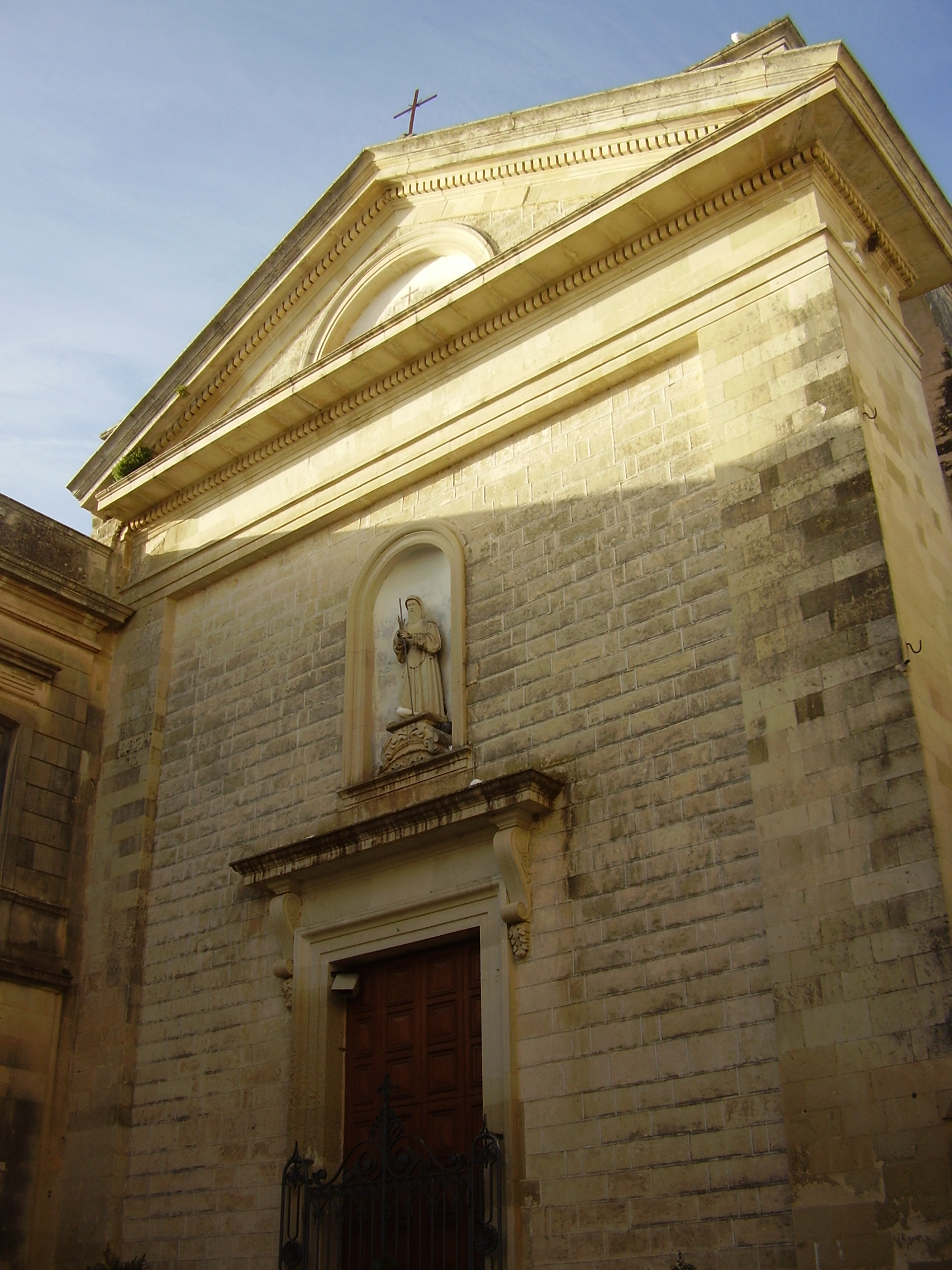
Chiesa di San Francesco

- Chiesa di San Francesco d'Assisi, venne eretta verso la fine del Cinquecento assieme all'attiguo convento. Abbandonata per lunghi anni a sé stessa, parte della struttura crollò nei primi anni dell'Ottocento. Dopo i lavori di restauro e di ricostruzione avvenuti nella seconda metà del XIX secolo, si presenta in stile neoclassico, con una sola navata rettangolare. L'interno ha sei altari laterali barocchi, tre su ogni lato più quello maggiore. Sono presenti molte statue realizzate in cartapesta. Sebbene la chiesa sia dedicata a San Francesco d'Assisi, la comunità locale vi celebra la festa dei Santi Medici Cosma e Damiano ai quali è da secoli devota.

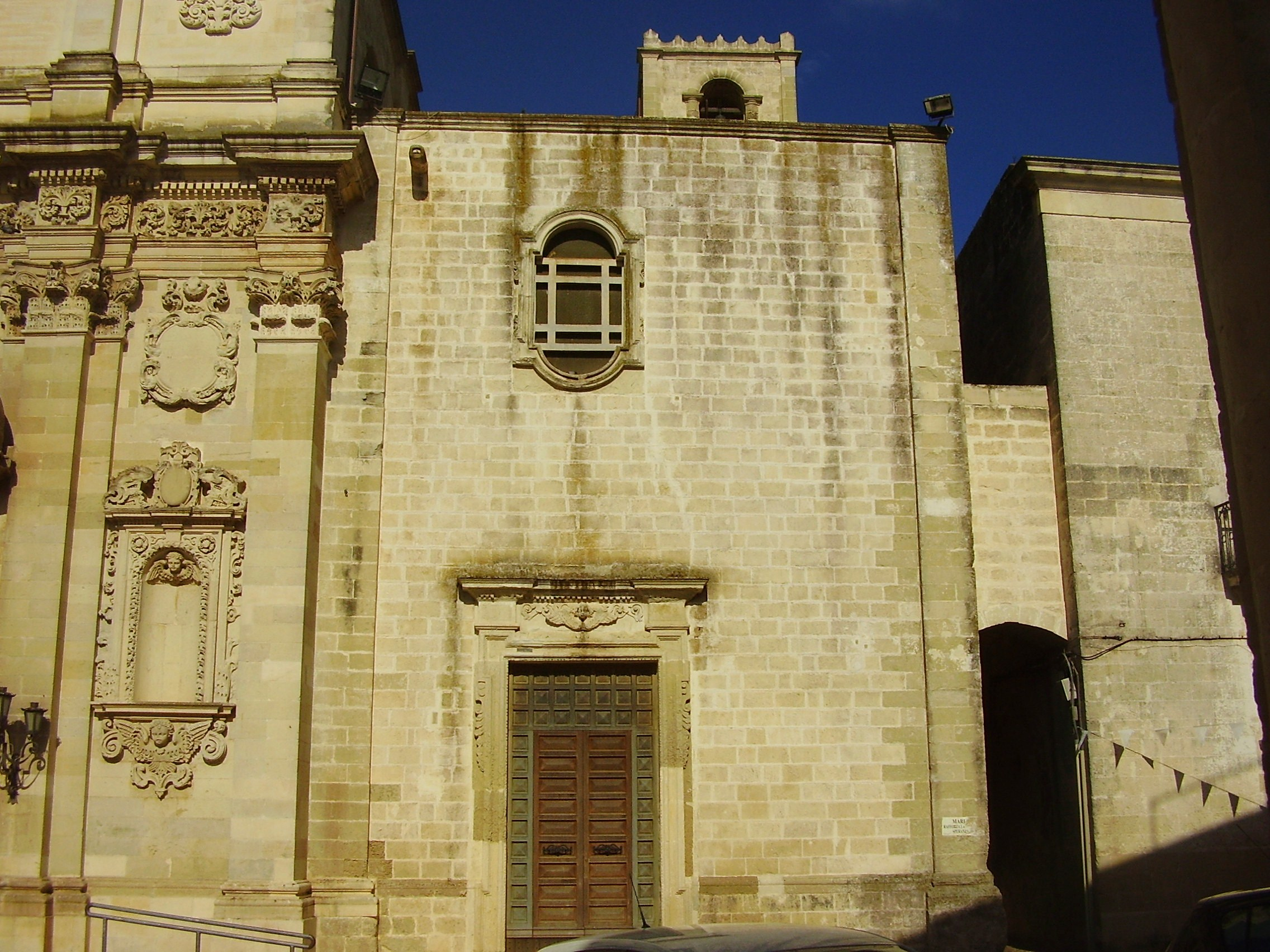
Chiesa dell'Immacolata

- Chiesa Madonna Immacolata, fu edificata nel Seicento affiancata sul lato destro della Chiesa Madre. Presenta un semplice prospetto con piccolo finestrone centrale posto in asse con il portale rinascimentale. L'interno, ad unica navata rettangolare priva di transetto, è arricchito dall'imponente altare maggiore in pietra leccese della fine del XVIII secolo. L'altare è sormontato dalla statua settecentesca, in legno policromo di raffinata fattura, raffigurante la Madonna Immacolata.
- Cripta Santa Maria degli Angeli, fu scoperta e resa fruibile nel 1929. L'architettura è di forma basilicale, a tre navate che si concludono in altrettante absidi curve. La volta è sorretta da quattro pilastri ma due di questi sono crollati e ne rimangono i basamenti. Il pavimento è in terra battuta e le pareti ospitavano numerosi affreschi di santi, ora staccati ed esposti nel museo degli affreschi della cripta, ubicato presso la villa Episcopo. Tra gli affreschi si riconoscono un Santo vescovo, forse San Nicola, San Giorgio nell'atto di uccidere il drago, San Gregorio Nazianzeno, San Giovanni teologo, Sant'Anastasio, Gesù ai piedi della Maddalena e San Demetrio. Altre raffigurazioni sono quelle di San Giuliano, di San Giovanni Battista, della Vergine col Bambino, di San Michele, di Santo Stefano, di San Lorenzo e dei Santi Medici. Di particolare importanza è l'affresco che riproduce Cristo benedicente alla maniera greca, ossia con due dita anziché tre come nella tradizione latina.

### Architetture civili

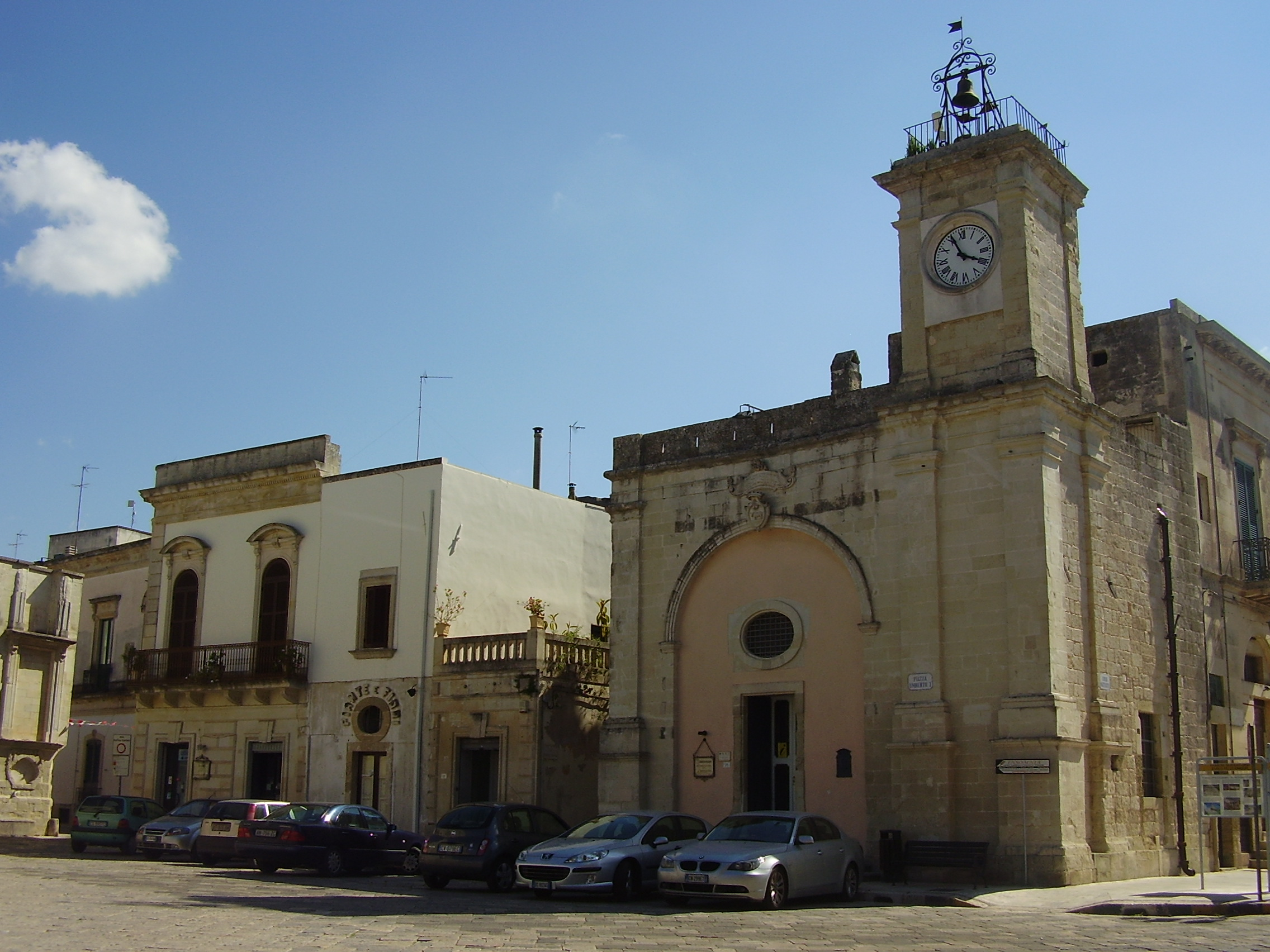
Sedile e Torre dell'Orologio

- Sedile e Torre dell'Orologio, ultimato nel 1800, il Sedile sorge nello stesso luogo di uno precedente come è deducibile da un'iscrizione sulla parte centrale della facciata. L'attigua Torre dell'Orologio fu invece costruita dopo il 1840. Il prospetto del sedile è scandito da tre basamenti con lesene di ordine tuscanico e da un arco in rilievo in cui si aprono la porta d'ingresso ed una finestra a forma di ovulo. La torre dell'orologio, posta sul lato destro del sedile, presenta una pianta quadrata coronata da balaustra. In cima è posizionata una campana che scandisce le ore.

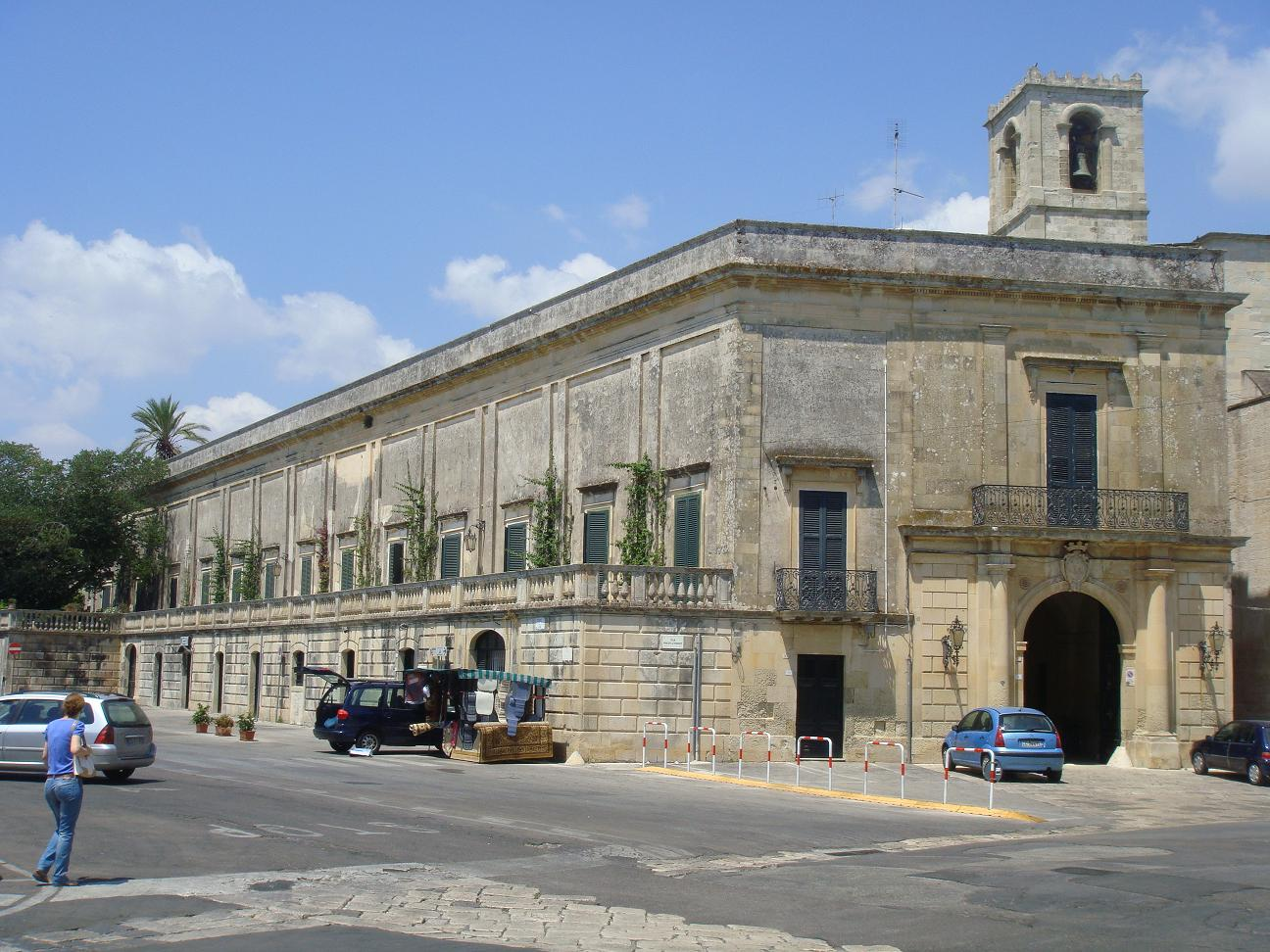
Palazzo Episcopo

- Palazzo e Villa Episcopo, la costruzione risale alla seconda metà del XVIII secolo. Si sviluppa su due piani: il piano terra è ora adibito ad uffici ed attività commerciali, mentre il primo piano è di uso residenziale. L'ingresso principale si trova in via Principe di Piemonte, con un grande portale sormontato dallo stemma della famiglia Episcopo; esiste un secondo ingresso situato nella retrostante Piazza Giovanni Paolo II. Il lato del palazzo che si affaccia sulla piazza Episcopo presenta una lunga balconata con finestre. Di particolare pregio storico-artistico è anche la Villa Episcopo un tempo annessa al Palazzo, oggi di proprietà del Comune di Poggiardo a seguito del lascito in eredità da parte del Dott. Fedele Episcopo. La Villa è un giardino percorso da vialetti e contenente diverse specie di piante mediterranee; sono presenti anche delle piccole grotte e un campo da tennis. Sul lato della Piazza due torrette dette "Sentinelle" contribuiscono ad accrescerne la maestosità.

#### Altri palazzi di interesse storico
- Palazzo Pipini
- Palazzo Circolone
- Palazzo Sticchi oggi Carluccio
- Palazzo Lucrezio
- Palazzo Circolone oggi Positano
- Palazzo Pispico
- Palazzo Sossi Sergio
- Palazzo degli Schito oggi Porro Sticchi

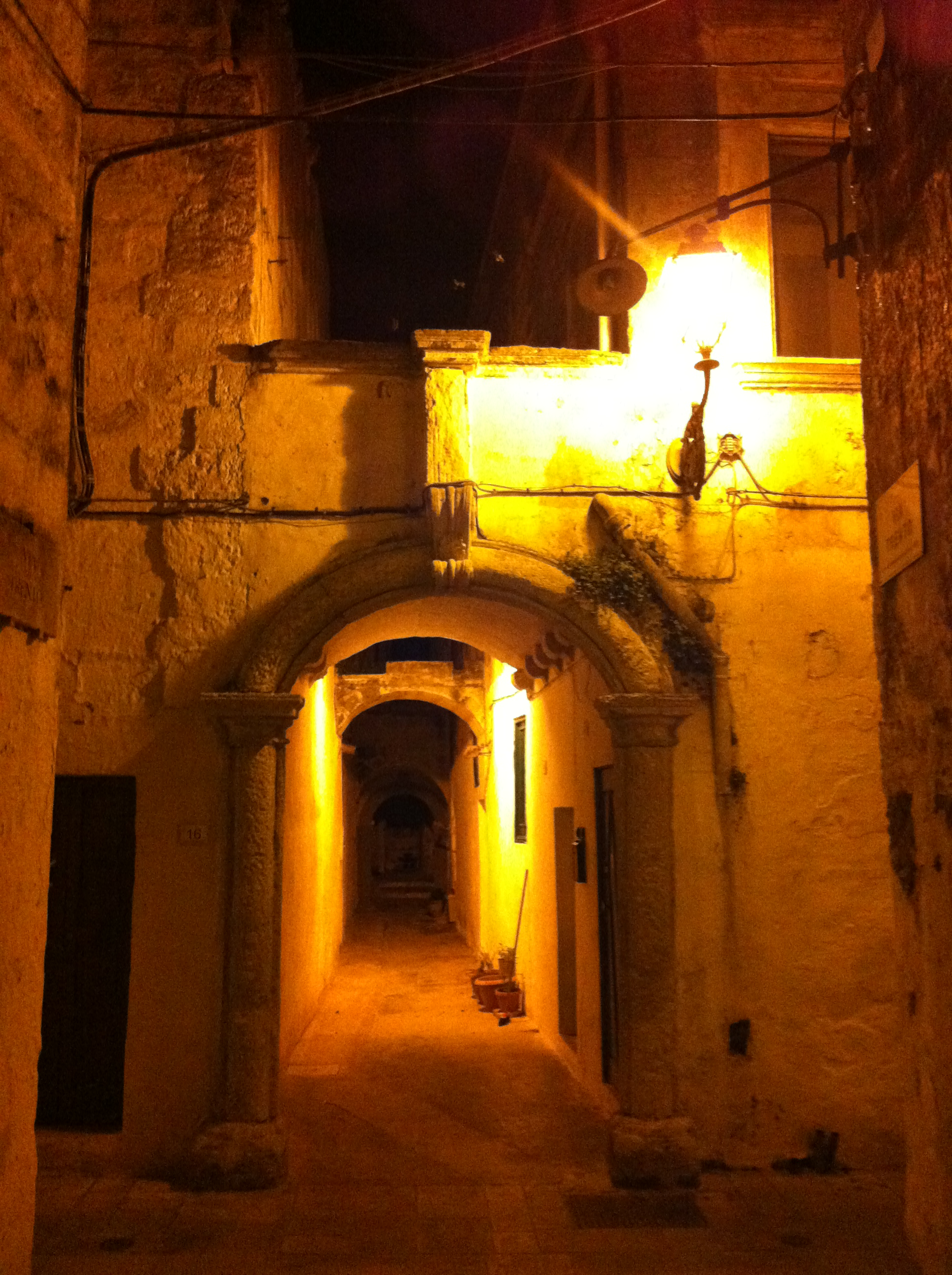
Palazzo degli Schito oggi proprietà Porro

- Palazzo Carluccio II
- Palazzo degli SchitoPalazzo degli Schito oggi proprietà Porro

### Architetture militari

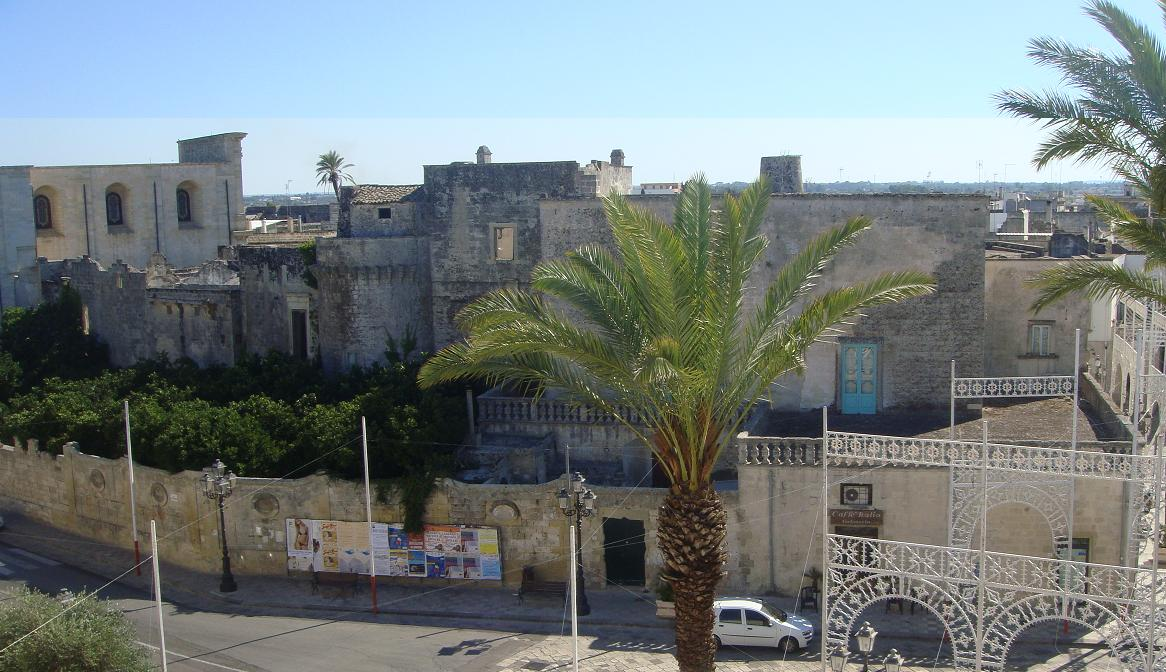
Palazzo Guarini

- Palazzo Guarini,  fu eretto, almeno la parte più antica, verso la metà del XIV secolo. In origine comprendeva una torre circolare e aveva le sembianze di un Castello avente scopo di vedetta e di difesa. Successivamente la struttura fu significativamente ampliata nel corso del XV secolo e trasformata in Palazzo, anche il vecchio fossato fu recintato colmato e trasformato in agrumeto nel XVII secolo. Interessante è la descrizione del palazzo che si trova nel secondo volume di Bozzetti di Viaggio di Cosimo De Giorgi che lo visitò nella seconda metà dell 1800. L'ultimo Guarini ad abitare nel palazzo fu il Duca Carlo Guarini che, dopo il matrimonio con Donna Teresa Frisari dei Duchi di Scorrano (1894),affidò il palazzo di Poggiardo allo zio Ignazio Guarini, per andare a vivere nel palazzo di Scorrano.Negli anni cinquanta del Novecento, il palazzo divenne di proprietà di Donna Eleonora Guarini figlia del Duca Giovan Battista. Nel Palazzo vi è una cappella privata, in cui per privilegio concesso dalla Santa Sede  alla famiglia Guarini si celebrava la messa nei giorni festivi per tutti quelli che vi abitavano.

### Siti archeologici
- Parco dei Guerrieri di Vaste, corrisponde all'area archeologica che include gli scavi dell'antica città messapica di Vaste. Si tratta di un Museo all'aperto di circa 20 ettari distribuito su un'area ancora più estesa che va dall'abitato di Vaste fino alle Serre di Poggiardo. Gli scavi hanno riportato alla luce i resti di quella che doveva essere una delle più importanti città messapiche; si è recuperato il percorso delle antiche mura, le fondamenta della città e quindi delle capanne che ivi sorgevano. Sono state riportate alla luce innumerevoli tombe ancora intatte e con tutto il corredo funerario e i resti di un tempio pagano. Parte dei reperti è conservata attualmente nel centro storico del paese, all'interno del palazzo baronale in cui è stato allestito un museo permanente. Un'altra parte è disseminata in altri musei italiani, anche esteri.

### Aree naturali
- Grotte Carsiche, ambienti sotterranei ricchi di stalagmiti e stalattiti presenti sulla Serra di Poggiardo.
- Pineta dei Marirossi.
- Leccete del Bosco dei Reali.
- Castagneto dei Conti Viola.
- Area faunistica venatoria della Falca.

## Società

### Evoluzione demografica
Abitanti censiti

### Etnie e minoranze straniere
Al 31 dicembre 2017 a Poggiardo risultano residenti 225 cittadini stranieri. Le nazionalità principali sono:

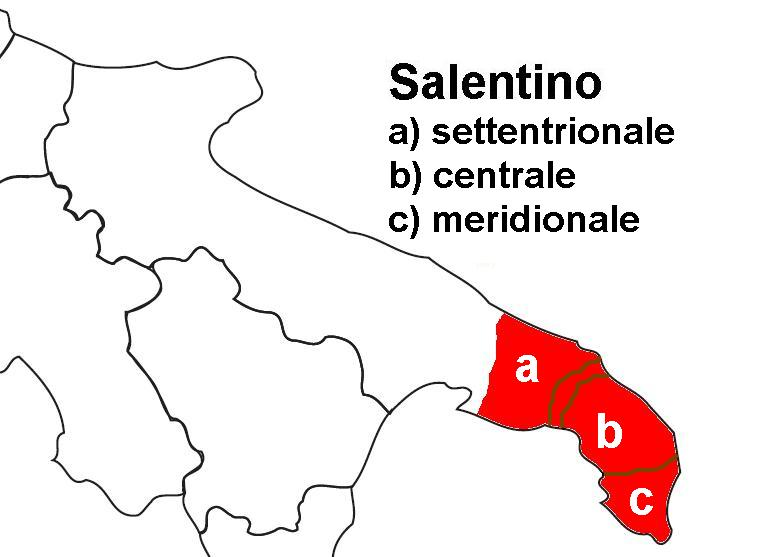
Diffusione del dialetto salentino

1. Marocco - 82
2. Romania - 50
3. Albania - 27
4. Senegal - 24
5. Nigeria - 01

### Lingue e dialetti
Accanto alla lingua italiana, a Poggiardo si parla pure il dialetto salentino nella sua variante meridionale. Il dialetto salentino, appartenente alla famiglia delle lingue romanze e classificato nel gruppo meridionale estremo, si presenta carico di influenze riconducibili alle dominazioni e ai popoli stabilitisi in questi territori nei secoli: messapi, greci, romani, bizantini, longobardi, normanni, albanesi, francesi, spagnoli.

### Religione
Poggiardo fino al 1818 appartenne alla soppressa diocesi di Castro. Nel 1572 ne accolse la residenza vescovile, qui trasferita da Castro dal vescovo Luca Antonio Resta a causa delle devastazioni turche.
Sono presenti due parrocchie facenti parte dell'arcidiocesi di Otranto: Trasfigurazione del Signore e San Giuseppe da Copertino. È sede dell'omonima vicaria.

## Cultura

### Istruzione

#### Biblioteche
- Biblioteca Comunale[senza fonte]

#### Scuole
- Scuola Materna Statale
- Scuola Elementare Statale
- Scuola Media Statale
- Istituto Statale d'Arte "Nino della Notte"[senza fonte]

#### Università
- Dal marzo 2007 sono attivi presso la sede di Poggiardo i corsi in Economia dell'Azienda Moderna e in Giurisprudenza istituiti della Libera Università Mediterranea Jean Monnet, un ateneo privato con sede a Casamassima.[senza fonte]

#### Musei
- Museo degli Affreschi Bizantini della Cripta di Santa Maria degli Angeli.
Il Museo ricalca al suo interno il perimetro della cripta. Rispettando la sequenza originale, gli affreschi restaurati, sono stati montati su dei supporti metallici per l'esposizione.[10]
- Museo della Civiltà Messapica.
Allestito nel cinquecentesco Palazzo Baronale di Vaste, il Museo della civiltà messapica conserva numerosi reperti archeologici provenienti soprattutto dall'area di scavo archeologica della'antica Bastae.[11]

## Geografia antropica

### Vaste
Vaste è l'unica frazione di Poggiardo. Conta poco più di 800 abitanti ed è praticamente unita al capoluogo. Ospita un castello e sorge sul luogo di una delle più grandi città messapiche (Bausta) di cui è possibile visitarne gli scavi archeologici e i reperti esposti presso il locale museo.

## Infrastrutture e trasporti

### Strade
I collegamenti stradali che interessano il comune sono:
- Strada statale 16 Adriatica;
- Strada provinciale 363, Maglie-Santa Cesarea Terme;
- Strada Provinciale 56, Poggiardo-Specchia Gallone-Minervino di Lecce;
- Strada Provinciale 60, Poggiardo-Vaste-Cocumola;
- Strada Provinciale 84, Poggiardo-Ortelle-Castro;
- Strada Provinciale 159, Poggiardo-Nociglia;
- Strada Provinciale 160, Poggiardo-San Cassiano;
- Strada Provinciale 171, Poggiardo-Surano;
- Strada Provinciale 213, Poggiardo-Giuggianello;
- Strada provinciale 254, Poggiardo-Spongano;
- Strada statale 497, Poggiardo-Sanarica-Muro Leccese.

### Ferrovie
Il comune è servito dall'omonima stazione ferroviaria posta sulla linea ferroviaria Zollino-Gagliano del Capo gestita dalle Ferrovie del Sud Est.

## Amministrazione
Di seguito è presentata una tabella relativa alle amministrazioni che si sono succedute in questo comune.
| Periodo          | Periodo          | Primo cittadino           | Partito              | Carica                  | Note   |
| ---------------- | ---------------- | ------------------------- | -------------------- | ----------------------- | ------ |
| 27 dicembre 1986 | 25 luglio 1990   | Luigi Branca              | Democrazia Cristiana | Sindaco                 | [ 13 ] |
| 25 luglio 1990   | 20 maggio 1993   | Silvio Maria Astore       | Democrazia Cristiana | Sindaco                 | [ 13 ] |
| 25 maggio 1993   | 24 aprile 1995   | Aurelio Antonio Gianfreda | Democrazia Cristiana | Sindaco                 | [ 13 ] |
| 24 aprile 1995   | 18 aprile 1998   | Aurelio Antonio Gianfreda | lista civica         | Sindaco                 | [ 13 ] |
| 18 aprile 1998   | 30 novembre 1998 | Mario Miglietta           |                      | Commissario prefettizio | [ 13 ] |
| 30 novembre 1998 | 12 ottobre 2000  | Aurelio Antonio Gianfreda | lista civica         | Sindaco                 | [ 13 ] |
| 12 ottobre 2000  | 14 maggio 2001   | Michele Marcuccio         |                      | Comm. straordinario     | [ 13 ] |
| 14 maggio 2001   | 30 maggio 2006   | Silvio Maria Astore       | lista civica         | Sindaco                 | [ 13 ] |
| 30 maggio 2006   | 17 maggio 2011   | Silvio Maria Astore       | lista civica         | Sindaco                 | [ 13 ] |
| 17 maggio 2011   | 5 giugno 2016    | Giuseppe Luciano Colafati | lista civica         | Sindaco                 | [ 13 ] |
| 6 giugno 2016    | 4 gennaio 2021   | Giuseppe Luciano Colafati | lista civica         | Sindaco                 | [ 13 ] |
| 5 gennaio 2021   | 4 ottobre 2021   | Marilena Sergi            |                      | Commissario prefettizio | [ 13 ] |
| 4 ottobre 2021   | In carica        | Antonio Ciriolo           | lista civica         | Sindaco                 | [ 13 ] |

## Sport

### Calcio
La squadra di calcio del Poggiardo, dopo aver militato nelle categorie minori, approda, dopo pochi anni, sotto la guida del Presidente Nino De Santis, nel campionato di serie D, dove rimane per Sette anni ad alti livelli, riveleggiando con realtà calcistiche di città molto più grandi, un piccolo miracolo calcistico che diede tante gioie ai cittadini di Poggiardo e anche a quelli dei paesi limitrofi. Dopo la retrocessione, nel 1973, e la tragica morta del Presidente (un incidente aereo), la squadra ritorna nei campionati minori, sino a scomparire dalla scena calcistica. Poi, pochi anni fa la rinascita, il calcio, grazie ad alcuni appassionati, torna nel piccolo centro salentino, sotto il nome di Unione Sportiva Dilettanti Poggiardo. Attualmente la squadra milita nel campionato di II categoria.